# Марушкинский сельский округ
Марушкинский сельский округ — упразднённая административно-территориальная единица, существовавшая на территории Наро-Фоминского района Московской области в 1994—2006 годах.
Марушкинский сельсовет был образован в первые годы советской власти. По данным 1919 года он входил в состав Перхушковской волости Звенигородского уезда Московской губернии.
В 1921 году к Марушкинскому с/с были присоединены Постниковский и Собакинский с/с, но уже в 1922 году они были выделены обратно.
В 1924 году Марушкинский с/с был присоединён к Давыдковскому с/с.
В 1926 году Марушкинский с/с был восстановлен. При этом к нему были присоединены Ликинский и Ямишевский с/с.
В 1927 году Марушкинский с/с был упразднён, а его территория разделена на Ликинский, Семёновский и Толстопальцевский с/с, однако вскоре Марушкинский с/с был вновь восстановлен.
В 1926 году Марушкинский с/с включал село Зайцево, деревни Ликино, Марушкино, Постниково, Собакино, Толстопальцево и Ямищево, а также совхоз, школу, 2 будки, хутор и посёлок.
В 1929 году Марушкинский сельсовет вошёл в состав Звенигородского района Московского округа Московской области.
20 мая 1930 года Марушкинский с/с был передан в Наро-Фоминский район. В тот момент в сельсовет входили селения Марушкино, Собакино, Постниково и Толстопальцево.
17 июля 1939 года к Марушкинскому с/с был присоединён Давыдковский с/с (селения Давыдково и Шарапово).
14 июня 1954 года к Марушкинскому с/с были присоединены Больше-Покровский и Больше-Свинорский сельсоветы.
В начале 1956 года в Марушкинском с/с был образован дачный посёлок Кокошкино, выведенный при этом из его состава.
30 декабря 1962 года Наро-Фоминский район был упразднён и Марушкинский с/с вошёл в Звенигородский сельский район. 11 января 1965 года Марушкинский с/с был возвращён в восстановленный Наро-Фоминский район.
29 ноября 1978 года в Марушкинском с/с была упразднена деревня Аннино.
17 февраля 1984 года из Марушкинского с/с в Толстопальцевский сельсовет Солнцевского горсовета Московского горсовета были переданы селение Толстопальцево и посёлок Толстопальцево.
3 февраля 1994 года Марушкинский с/с был преобразован в Марушкинский сельский округ.
17 мая 2004 года в Марушкинском с/о посёлок ОПХ «Толстопальцево» был присоединён к деревне Марушкино.
В ходе муниципальной реформы 2004—2005 годов Марушкинский сельский округ прекратил своё существование как муниципальная единица. При этом его населённые пункты были частью переданы в сельское поселение Марушкинское, а частью в городское поселение Кокошкино.
29 ноября 2006 года Марушкинский сельский округ исключён из учётных данных административно-территориальных и территориальных единиц Московской области.